# Krystian Zimerman

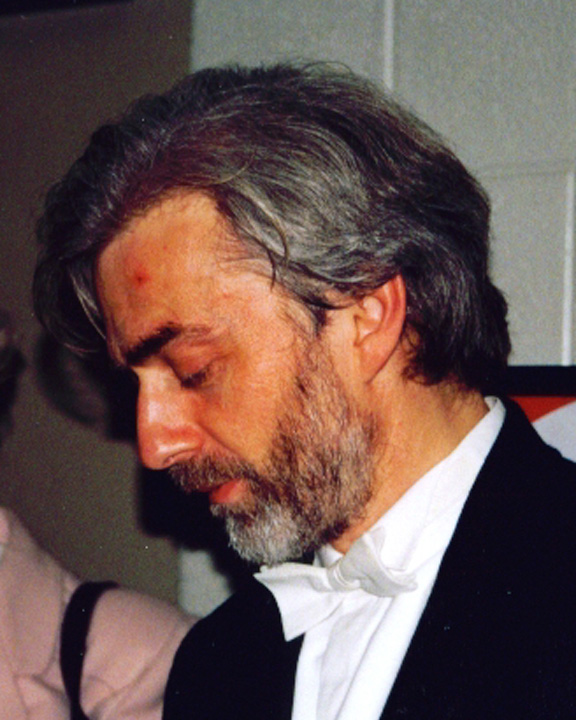
Krystian Zimerman, achter de coulissen bij het Seligman Performing Arts Center in november 2004

Krystian Zimerman (Zabrze, 5 december 1956) is een Poolse pianist die vooral in de jaren 1980 grote bekendheid kreeg. Nog altijd wordt hij door velen als een van de beste nog levende concertpianisten beschouwd.

## Biografie
Krystian Zimerman leerde pianospelen van zijn vader, ook een pianist, toen hij vijf jaar oud was, en twee jaar later ging hij in de leer bij Andrzej Jasinski aan de Karol Szymanowski  Muziekacademie Katowice (Pools: Akademia Muzyczna im. Karola Szymanowskiego w Katowicach) in Katowice , waar hij meer dan tien jaar bij bleef studeren. In 1975 won hij als jongste van 118 deelnemers het negende Internationaal Frederick Chopin Piano Concours te Warschau en naast de eerste prijs ontving hij alle speciale onderscheidingen. Daarna nam hij in eerste instantie slechts enkele van de vele uitnodigingen aan om concerten te geven, zodat hij zijn repertoire kon uitbreiden.
In 1976 trad hij onder andere op in Nederland, België, Italië en Tsjecho-Slowakije en maakte hij zijn debuut in Duitsland met concerten in Berlijn, waar hij onder leiding van Herbert von Karajan speelde met het Berliner Philharmoniker en hij trad hij op tijdens het openingsconcert van de Bartók-Liszt competitie in Boedapest. Het was ook in dat jaar dat Krystian door Arthur Rubinstein werd uitgenodigd om naar Parijs te komen; het werd een ontmoeting die uitmondde in een vriendschap die tot aan de dood van Arthur Rubinstein voortduurde. In 1985 kende de Accademia Chigiana in Siena Zimerman de prijs voor de beste jonge musicus van het jaar toe, en in 1988 droeg Witold Lutosławski zijn Pianoconcert aan hem op. Tijdens de Salzburger Festspiele in augustus van datzelfde  jaar verzorgde Zimerman de wereldpremière van dit werk.
Krystian Zimerman heeft een exclusief contract met Deutsche Grammophon. In 1994 verscheen bij dit label Zimermans solo-opname van Debussy's Preludes (Boek I en II). Met deze solo-opname won Krystian Zimerman een Edison Klassiek, een Deutsche Schallplattenkritik Preis, een Gramophone Record of the Year Award en een Cannes Classical Award. In Cannes werd aan hem in 1995 ook het predicaat 'beste solo-instrumentalist' toegekend. In het najaar van 1999 realiseerde Krystian Zimerman een lang gekoesterde wens om de beide pianoconcerten van Chopin te spelen én te dirigeren met een door hemzelf opgericht orkest, het Polish Festival Orchestra.
In 2010, voor de 200e verjaardag van Chopins geboortejaar, gaf Zimerman het Chopin Birthday recital in de International Piano Series in Londen. In 2013 voerde hij het Pianoconcert van Lutosławski uit, naar aanleiding van diens 100ste verjaardag - een werk dat de componist aan Zimerman had opgedragen - in verschillende steden, onder meer in de Royal Festival Hall in Londen met het Philharmonia Orchestra olv. Esa-Pekka Salonen. Recenter maakte Zimerman zijn debuut in China met het Shanghai Symphony Orchestra olv. Paavo Järvi en hij gaf concerten met de symfonie-orkesten van Taipei en Bangkok en voerde Brahms’ Pianoconcerto nr 1 en Beethovens Pianoconcerto nr 4 uit met het London Symphony Orchestra en met de Berliner Philharmoniker olv. Sir Simon Rattle. Zimerman zette de samenwerking met Rattle en het LSO verder in 2017/18 met uitvoeringen van ‘The Age of Anxiety’ van Bernstein.
Sinds oktober 1996 is Krystian Zimerman als docent verbonden aan de Muziekacademie in Bazel. Hij woont met zijn vrouw en kinderen in Zwitserland.

## Anti-Amerikaanse houding
Zimerman staat bekend om zijn anti-Amerikaanse houding. In 2006 verkondigde hij niet meer in de Verenigde Staten te willen optreden zolang George W. Bush nog aan de macht was. Toen Barack Obama de plaats van Bush had ingenomen, liet Zimerman weten hier verheugd over te zijn en opnieuw aan de andere kant van de oceaan te willen komen spelen. De verzoening bleek van korte duur. Tijdens een concert in Los Angeles op 26 april 2009, onderbrak hij onverwachts zijn optreden om het publiek mede te delen dat hij had besloten niet langer in de VS te spelen, uit protest tegen het militaire beleid van de Amerikaanse regering. Hij ergerde zich hevig aan de plannen van het Witte Huis om het raketschild op Pools grondgebied door te zetten, een plan afkomstig uit het Bush-tijdperk. Veel Polen vreesden dat hun land daarmee een militair doelwit zou worden voor Rusland. Later in 2009 herriep Obama de omstreden plannen, en werd de locatie voor het raketschild voorlopig verplaatst naar Roemenië.

## Douane incident(en)
Zimerman heeft meerdere problemen gehad met de Amerikaanse douane bij de invoer van zijn Steinway-vleugelpiano voor een concerttour. Dit instrument is erg persoonlijk aan hem gebonden, omdat de toetsen en hamers aan zijn eigen smaak zijn aangepast. Toen Zimerman kort na de terroristische aanslagen van 11 september 2001 een concert wilde geven in Carnegie Hall, werd de vleugel geconfisqueerd door de douane op JFK-airport en vervolgens vernietigd, omdat zij vonden dat de lijm een verdacht chemisch luchtje had.
Sindsdien vervoert Zimerman het instrument altijd in onderdelen en zet hij hem zelf weer in elkaar op de plaats van bestemming. Maar in 2006 hield de Amerikaanse douane opnieuw delen van zijn vleugel achter. Na vijf dagen kreeg hij zijn spullen terug, maar bleek een aantal toetsen beschadigd, waardoor Zimerman gedwongen werd een ander instrument te laten komen.
- Biblioteca Nacional de España: XX1165206
- Bibliothèque nationale de France: cb139014203 (data)
- CiNii: DA04096544
- Gemeinsame Normdatei: 131387030
- International Standard Name Identifier: 0000 0001 1469 112X
- Library of Congress Control Number: n81055115
- Nationale Bibliotheek van Letland: 000056718
- MusicBrainz: 87195fff-2f31-4503-b7c3-76b39c60d89b
- Nationale Bibliotheek van Tsjechië: xx0029692
- Nationale Bibliotheek van Israël: 987007307370305171
- Nationale Bibliotheek van Polen: a0000002745729
- Nederlandse Thesaurus van Auteursnamen: 070600724
- Istituto Centrale per il Catalogo Unico: MILV148690
- SNAC: w6xk92dp
- Système universitaire de documentation: 059224169
- Virtual International Authority File: 22329264
- WorldCat: E39PBJrWxrktPhRdXDhrrqvGpP